# Olympische Sommerspiele 2000/Teilnehmer (Albanien)
| Gelbes Symbol für Goldmedaillen mit stilisierten Olympischen Ringen | Graues Symbol für Silbermedaillen mit stilisierten Olympischen Ringen | Braundes Symbol für Bronzemedaillen mit stilisierten Olympischen Ringen |
| ------------------------------------------------------------------- | --------------------------------------------------------------------- | ----------------------------------------------------------------------- |
| —                                                                   | —                                                                     | —                                                                       |

Albanien nahm an den Olympischen Sommerspielen 2000 in der australischen Metropole Sydney mit vier  Athleten, zwei Frauen und zwei Männern, in drei Sportarten teil.
Seit 1972 war es die vierte Teilnahme des südeuropäischen Staates an Olympischen Sommerspielen.

## Flaggenträger
Der Gewichtheber Ilirjan Suli trug die Flagge Albaniens während der Eröffnungsfeier im Stadium Australia.

## Teilnehmer nach Sportarten

### Gewichtheben
| Athleten     | Wettbewerb              | Reißen   | Reißen | Stoßen   | Stoßen | Rang |
| Athleten     | Wettbewerb              | Gewicht  | Rang   | Gewicht  | Rang   | Rang |
| ------------ | ----------------------- | -------- | ------ | -------- | ------ | ---- |
| Männer       |                         |          |        |          |        |      |
| Ilirjan Suli | Mittelgewicht bis 77 kg | 162,5 kg | 4      | 192,5 kg | 6      | 5    |

### Leichtathletik

#### Laufen und Gehen
| Athleten       | Wettbewerb | Runde 1 | Runde 1 | Viertelfinale      | Viertelfinale      | Halbfinale         | Halbfinale         | Finale             | Finale             | Rang |
| Athleten       | Wettbewerb | Zeit    | Rang    | Zeit               | Rang               | Zeit               | Rang               | Zeit               | Rang               | Rang |
| -------------- | ---------- | ------- | ------- | ------------------ | ------------------ | ------------------ | ------------------ | ------------------ | ------------------ | ---- |
| Frauen         |            |         |         |                    |                    |                    |                    |                    |                    |      |
| Klodiana Shala | 400 m      | 56,41 s | 6       | nicht qualifiziert | nicht qualifiziert | nicht qualifiziert | nicht qualifiziert | nicht qualifiziert | nicht qualifiziert | -    |
| Männer         |            |         |         |                    |                    |                    |                    |                    |                    |      |
| Oltion Luli    | 100 m      | 11,08 s | 6       | nicht qualifiziert | nicht qualifiziert | nicht qualifiziert | nicht qualifiziert | nicht qualifiziert | nicht qualifiziert | -    |

### Schießen
| Athleten   | Wettbewerb        | Qualifikation   | Qualifikation | Finale             | Finale             | Ringe/ Scheiben | Rang |
| Athleten   | Wettbewerb        | Ringe/ Scheiben | Rang          | Ringe/ Scheiben    | Rang               | Ringe/ Scheiben | Rang |
| ---------- | ----------------- | --------------- | ------------- | ------------------ | ------------------ | --------------- | ---- |
| Frauen     |                   |                 |               |                    |                    |                 |      |
| Djana Mata | Luftpistole 10 m  | 378             | 21            | nicht qualifiziert | nicht qualifiziert | 378             | 21   |
| Djana Mata | Sportpistole 25 m | 579             | 11            | nicht qualifiziert | nicht qualifiziert | 579             | 11   |